# Kloster der Heiler St. Kosmas und Damian

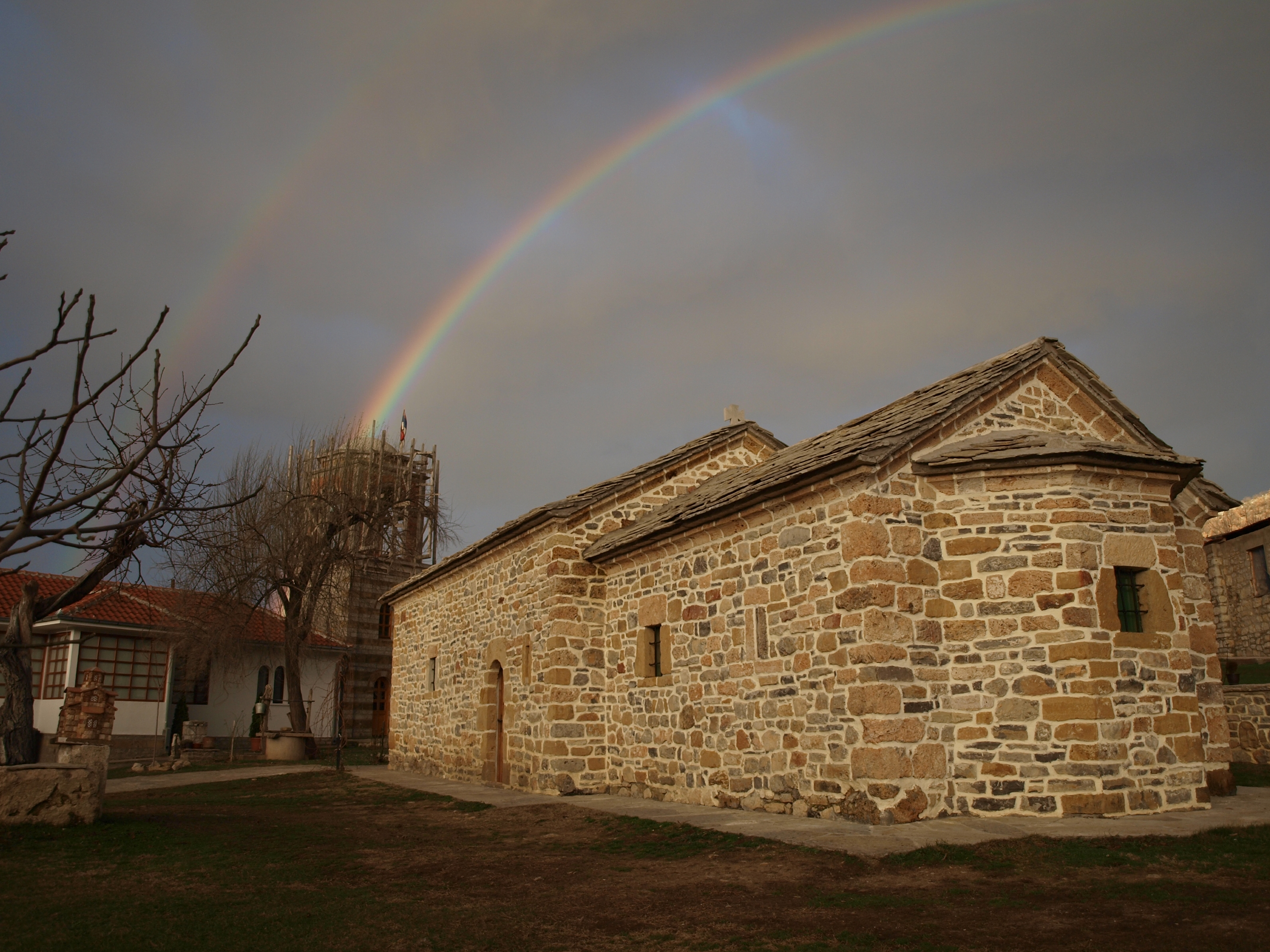
Die wiedererrichtete Klosterkirche

Das Kloster der Heiler St. Kosmas und Damian (serbisch Манастир Св. Козме и Дамјана Manastir Svetih vrača Kozme i Damjana) oder Zočište-Kloster (serbisch Манастир Зочиште Manastir Zočište, albanisch Manastiri i Zoçishtës) ist ein serbisch-orthodoxes Kloster der Eparchie Raszien-Prizren im Dorf Zočište (albanisch Zoçisht) etwa fünf Kilometer südöstlich von Rahovec, Kosovo. Die aus dem 13. Jahrhundert stammende Kirche wurde im 16. Jahrhundert umgestaltet. Nachdem sie im Jahr 1999 ausgebrannt und zerstört worden war, wurde sie 2008 erneut wiederaufgebaut. Das Kloster ist berühmt für seine Reliquien der Heiligen Cosmas und Damian und wurde nach ihnen auch Heilige Heiler (serbisch Манастир Св. Врача Sveti Vrači) genannt. Der Heiligenschrein sollte Linderung bringen bei Augenkrankheiten sowie mentalen oder psychosomatischen Problemen.
Um das Kloster wurde eine Spezielle Schutzzone angelegt, die zum Schutz serbischer Gotteshäuser errichtet wurden. Es ist ein Kulturdenkmal der Republik Kosovo.

## Lage und Gebäude

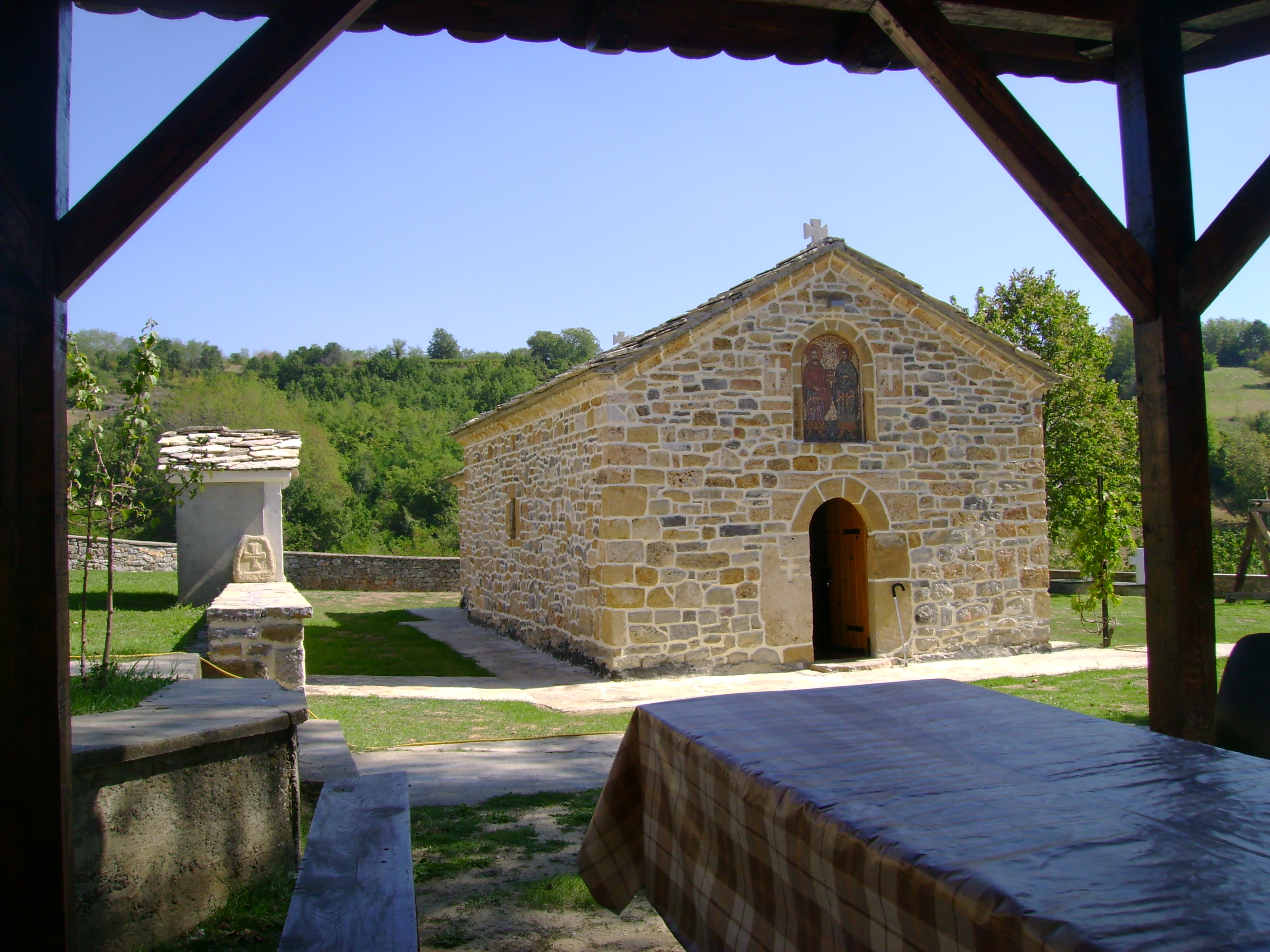
Klosterhof

Das Kloster liegt auf einem Hügel am Rande des Dorfes. Die alte Kirche war ein kleiner, rechteckiger, einschiffiger Bau mit einem Tonnengewölbe umgeben von einem alten Friedhof mit Grabsteinen aus dem 15. und 16. Jahrhundert. An der Ostseite befindet sich eine kleine Apsis.

## Geschichte
Es wird angenommen, dass die Kirche, ursprünglich wohl dem Hl. Nikolaus gewidmet, im 13. Jahrhundert erbaut worden ist; erstmals erwähnt wurde das Kloster im Jahr 1327. Nach dem Einfall der Osmanen wurde es im 16. Jahrhundert wieder in Betrieb genommen und umgestaltet. Das Kloster war bekannt für seine Ikonen, Bücher und die 1871 gegründete Schule. Die Kirche wurde in den 60er Jahren renoviert, von den Fresken waren bis 1999 aber nur noch Fragmente erhalten geblieben. Es handelte sich um einen Wallfahrtsort, der vor 1989 mehr von muslimischen Albanern als von Serben besucht worden sein soll.
Im Sommer 1998 besetzte die UÇK die Anlage und nahm eine Nonne, einige Mönche und ein paar dort Schutz suchende Serben vorübergehend als Geiseln. Im Sommer 1999, nach dem Ende des Kosovokriegs, wurden die Mönche aus dem Kloster vertrieben, ein paar Monate später das Kloster zerstört. Die Reliquien wurden ins Kloster Sopoćani in Serbien gebracht.
Im Oktober 2004 wurde mit dem Wiederaufbau des Klosters begonnen. Wo möglich, wurden alte Steine wiederverwendet.